# Faktbåge

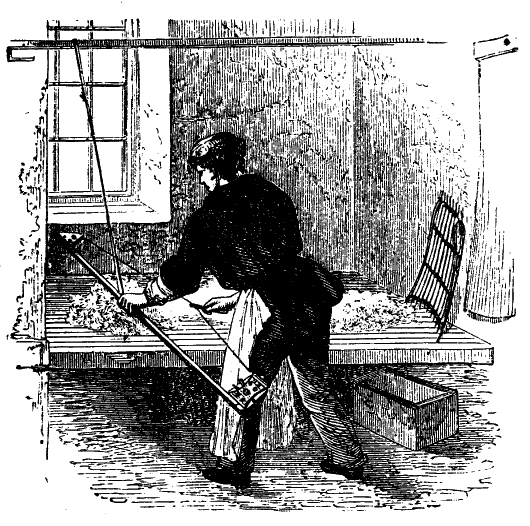
Arbetsplats med en faktbåge, den hänger i taket, och strängen används för att sätta pålen i svängning

En faktbåge är ett redskap för att luckra upp ull, det användes innan kardning av ullen bland annat av hattmakare. Verktyget sägs komma från Kina och har även använts för uppluckring av bomull.